# 정인 (포켓몬스터)
정인(マサト)은 《포켓몬스터》 애니메이션에 등장하는 가공의 인물이다. 봄이의 동생이고 자신의 아버지와 같은 포켓몬 관장이 되는 것이 꿈이다. 포켓몬스터AG에서 봄이와 같이 새로운 캐릭터로 나온다. 성우는 야마다 후시기/김서영(1,2기)/문남숙(3,4기)

## 여담
이슬이와 같이 여자에 빠진 웅이 귀를 잡아당기곤 한다.